# Léon Le Calvez
Léon Le Calvez (* 14. März 1909 in Moëlan-sur-Mer; † 7. Juli 1995 in Créteil) war ein französischer Radrennfahrer.

## Sportliche Laufbahn
Le Calvez war im Straßenradsport aktiv. Als Amateur siegte er 1930 im Eintagesrennen Paris–Chauny. Von 1932 bis 1941 war er Berufsfahrer. 1932 gewann er das Critérium national vor Pierre Magne. 1935 holte er einen Etappensieg bei Paris–Nizza. Bei Paris–Roubaix 1933 wurde er Dritter. Im Grand Prix des Nations kam er 1933 hinter Raymond Louviot auf den 2. und 1932 auf den 3. Platz.
Die Tour de France fuhr er zweimal. 1933 wurde er 17. der Gesamtwertung, 1931 war er ausgeschieden. 1938 und 1939 bestritt er die Deutschland-Rundfahrt.